# ロバート・コンクエスト

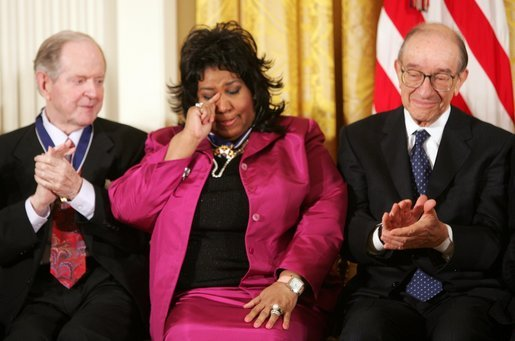
左端がコンクエスト。2005年11月9日、ホワイトハウスにおいて大統領自由勲章の栄誉を受ける。

ロバート・コンクエスト（George Robert Acworth Conquest, 1917年7月15日 - 2015年8月3日）は、イギリスの歴史学者、詩人。イギリス学士院フェロー。スタンフォード大学フーバー研究所研究員を長く務めた。専門はソ連史で、スターリンの大粛清についての著書『The Great Terror（大テロル)』(1968)やウクライナの大飢饉 (ホロドモール)についての著書『悲しみの収穫』(1986)などで知られる。

## 経歴
イングランドのウスターシャーのGreat Malvernに生まれる。 父はアメリカ人のRobert Folger Wescott Conquestで、母はイギリス人のRosamund Alys Acworthだった。父はAFS (交換留学)制度の救援奉仕で、第一次世界大戦のフランス陸軍に従軍し、戦争十字勲章(Croix de Guerre)銀星を授与された。
ウィンチェスター・カレッジ奨学生、オックスフォード大学モードリン・カレッジで哲学・政治・経済(PPE)修了。ギャップ・イヤーでグルノーブル大学に通ったり、ブルガリアに行った。1937年にオックスフォード大学に戻り、イギリス共産党に入党し、カールトンクラブに入会した。哲学・政治・経済(PPE)文学修士号、歴史学博士号取得。
第二次世界大戦が勃発した時にコンクエストはアメリカ合衆国パスポートでリスボンにいたため、イギリスに戻った。イギリス共産党が1939年にイギリスが対ナチス戦に参戦したのを「帝国主義者および資本主義者的行動だ」と非難すると、コンクエストは共産党の方針に逆らい、1940年4月20日にイギリス陸軍に入隊し、オックスフォードシャ・バッキンガムシャー軽歩兵に配属され、1946年まで軍役を勤めた。1943年、キングス・カレッジ・ロンドンのスラヴ・東欧研究所 (のちにユニヴァーシティ・カレッジ・ロンドン）に配属され、ブルガリアを研究した。1944年、連絡将校としてソビエト連邦軍指揮下のブルガリア軍の第3ウクライナ戦線に配属され、次いで連合国管理理事会に配属された。終戦後、外務省に入省し、ソフィアのイギリス公使館で報道官を務めた。1948年、2人のブルガリア人の国外脱出を手伝ったあと、ロンドンに呼び戻されたときにブルガリアを去った。
1948年、労働党クレメント・アトリー内閣のときに創設された外務省情報調査局に入局した。ソビエト連邦の不正行為に関する信頼できる情報を収集した。情報調査局は世論形成にも従事した。コンクエストは、1956年まで勤務し、ソ連に対する資料収集や分析を行なった。
1949年、コンクエストの秘書Celia Kirwan（のちCelia Goodman)はジョージ・オーウェルと知り合い、オーウェルからスターリン信奉者のリスト（Orwell's list)を入手した
。リストには歴史学者E・H・カー、作家J・B・プリーストリー、物理学者パトリック・ブラケット、考古学者ゴードン・チャイルド、俳優の
チャールズ・チャップリンやマイケル・レッドグレイヴなどの名前があった。コンクエストが外務省で執筆した報告書ではのちに「大粛清」として知られるスターリンによる共産党員の大量殺害や、「平和共存とソ連のプロパガンダ理論」「統一戦線ー共産主義の戦術」などを報告した。
1956年に情報調査局を退職後、フリーランスの歴史家として著述活動に入る。情報調査局の以来で、情報調査局員時代に執筆した報告書をソ連研究叢書として編集し、出版した。コンクエストの編纂した資料集は、アレクサンドル・ソルジェニーツィン、ミロヴァン・ジラスなどの著作を出版したF.プレーガーによって米国でも出版された。1960年代には立て続けに、ソ連に関する本を多数出版した。
1981年からアメリカに移り、スタンフォード大学フーバー研究所上級研究員。コロンビア大学ロシア研究所とウイルソン・センターフェロー、ヘリテージ財団客員研究員、ハーバード大学ウクライナ研究所研究員。1985年、ニカラグアの反政府民兵コントラ支援請願にフランスの歴史学者エマニュエル・ル・ロワ・ラデュリらとともに署名した。1990年、ヨークシャーテレビが制作された「赤い帝国」を監修。
カリフォルニア州スタンフォードで2015年に98歳で亡くなった。

## 著書

### 単著
- Poems, (Macmillan, 1955).
- New Lines: An Anthology, (Macmillan, 1956).
- Common Sense about Russia, (Gollancz, 1960).
- The Soviet Deportation of Nationalities, (Macmillan, 1960).
- Courage of Genius: the Pasternak Affair, A Documentary Report on its Literary and Political Significance, (Collins and Harvill Press, 1961).
- Power and Policy in the U.S.S.R: the Study of Soviet Dynastics, (Macmillan, 1961).
- Marxism To-day, (Ampersand, 1964).
- Russia after Khrushchev, (Pall Mall Press, 1965).

井上勇訳『フルシチョフ以後のソ連（上・下）』（時事通信社［時事新書］, 1967年）
- The Great Terror: Stalin's Purge of the Thirties, (Macmillan, 1968, revised ed., 1971).

片山さとし訳『スターリンの恐怖政治（上・下）』（三一書房, 1976年）
- Arias from a Love Opera: and Other Poems (Macmillan, 1969).
- V. I. Lenin, (Viking Press, 1972).
- Kolyma: the Arctic Death Camps, (Macmillan, 1978).
- Present Danger: Towards a Foreign Policy, (Blackwell, 1979).
- The Abomination of Moab, (Temple Smith, 1979).
- Inside Stalin's Secret Police: NKVD Politics, 1936-39, (Macmillan, 1985).
- The Harvest of Sorrow: Soviet Collectivization and the Terror-famine, (Oxford University Press, 1986).

白石治朗訳『悲しみの収穫・ウクライナ大飢饉――スターリンの農業集団化と飢饉テロ』（恵雅堂出版, 2007年）
- Stalin and the Kirov Murder, (Oxford University Press, 1989).

新庄哲夫訳『誰がキーロフを殺したのか』（時事通信社, 1992年）
- Tyrants and Typewriters: Communiques from the Struggle for Truth, (Lexington Books, 1989).
- The Great Terror: A Reassessment, (Oxford University Press, 1990).
- Stalin: Breaker of Nations, (Weidenfeld and Nicolson, 1991).

佐野真訳『スターリン――ユーラシアの亡霊』（時事通信社, 1994年）
- Reflections on a Ravaged Century, (John Murray, 1999).

### 共著
- The Egyptologists: A Novel, with Kingsley Amis, (Jonathan Cape, 1965).　キングズリー・エイミスとの共著
- Defending America, with T. Draper, G. Grossman et al., (Basic Books, 1975).*What to Do When the Russians Come: A Survivor's Guide, with Jon Manchip White, (Stein and Day, 1984).

### 編著
- New Lines-II: An Anthology, (Macmillan, 1963).
- Industrial Workers in the U.S.S.R, (Praeger, 1967).
- The Politics of Ideas in the U.S.S.R., (Praeger, 1967).
- Soviet Nationalities Policy in Practice, (Bodley Head, 1967).
- Agricultural Workers in the U.S.S.R, (Bodley Head, 1968).
- Justice and the Legal System in the U.S.S.R., (Praeger, 1968).
- Religion in the U.S.S.R., (Bodley Head, 1968).
- The Soviet Police System, (Bodley Head, 1968).
- The Soviet Political System, (Bodley Head, 1968).
- The Russian Tradition, (McGraw-Hill, 1974).
- The Robert Sheckley Omnibus, (Penguin, 1975).
- The Last Empire: Nationality and the Soviet Future, (Hoover Institution Press, 1986).

### 共編著
- New Poems, 1953: A P.E.N. Anthology, co-edited with Michael Hamburger and Howard Sergeant, (Joseph, 1953).
- Spectrum, co-edited with Kingsley Amis, (Victor Gollancz, 1966).
- Political and Ideological Confrontations in Twentieth-century Europe: Essays in Honor of Milorad M. Drachkovitch, co-edited with Dusan Djordjevich, (Macmillan, 1996).

## 栄典
- 大英帝国勲章
- 聖マイケル・聖ジョージ勲章
- イギリス学士院フェロー(FBA)
- 王立文学協会フェロー（The Royal Society of Literature  Fellow、FRSL)
- 大統領自由勲章(2005年）
- ダン・デイヴィッド賞(2012年）